# Terremoto de Oriente Medio de 2008
El terremoto de Oriente Medio de 2008 fue un sismo registrado el 15 de febrero con epicentro en el sur del Líbano, pero también fue sentido en Israel, Palestina y Siria. Tuvo una magnitud de 5,0 grados en la escala sismológica de Richter.
Hubo graves daños materiales, una persona falleció al dislocarse el cuello, luego de que colapsara el balcón donde se encontraba, y otras cinco personas resultaron heridas de gravedad. Varias casas y edificios quedaron destruidos o inhabitables dejando sin hogar a miles de personas.
Algunas personas dormían siesta aseguraron haberse despertado violentamente y haber corrido hacia cualquier parte, varias personas se desmayaron o quedaron con traumas y repercusiones psicológicas.
- Datos: Q6143112